# Henric, Duce de Gloucester
Prințul Henric, Duce de Gloucester (Henry William Frederick Albert; 31 martie 1900 – 10 iunie 1974) a fost soldat și membru al familiei regale britanice, al treilea fiu al regelui George al V-lea al Regatului Unit și a reginei Mary de Teck. A fost unchiul monarhului, Elisabeta a II-a.
1. ↑  Weir A. Britain’s Royal Families: The Complete Genealogy[*], p. 322 Verificați valoarea |titlelink= (ajutor)